# Acido eleninolico
L'acido eleninolico è un acido grasso a catena lineare con diciotto atomi di carbonio contenente un doppio legame in posizione 10=11, un triplo legame in posizione 12≡13 e un gruppo ossidrilico in posizione 9.
È stato isolato per la prima volta dai gliceridi dell'olio dei semi di elicriso, Helichrysum bracteatum o Xerochrysum bracteatum della famiglia delle Asteraceae, da R.G. Powell e altri nel 1965. La concentrazione in questo olio va dal 4,4 al 7,2% sul totale degli acidi grassi.  La sua presenza è stata confermata anche tra i lipidi del Helicrysum italicum e nelle piante è stato ipotizzata la biosintesi con un percorso analogo a quello dell'acido dimorfecolico S-9-OH-18:2Δ10t,12t con un riarrangiamento di acidi grassi epossidici coniugati.